# Calle La Estación
La Calle La Estación es una de las principales calles de la ciudad de Miranda de Ebro, en España. Es el centro comercial y financiero de la localidad, sede de numerosos comercios, instituciones públicas y entidades bancarias.

## Historia

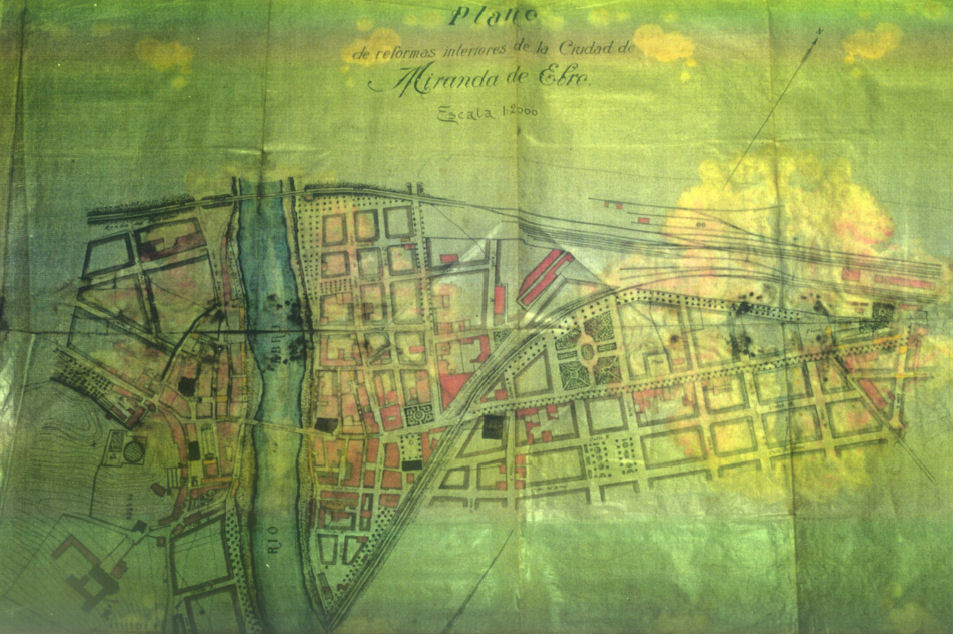
Plano de Reforma y Ensanche de Federico Keller (1903). Calle La Estación en el centro.

Esta vía se asienta sobre el antiguo camino Real que conducía desde el interior del país a Francia, justo tras pasar el río Ebro. Con la llegada del ferrocarril a la villa en la segunda mitad del siglo XIX, el camino a Francia fue obstaculizado, y varió su trayectoria por la calle Vitoria, sorteando de esta manera las instalaciones férreas. El resto del tramo liberado quedó como camino natural que conducía desde el centro de la ciudad a la estación de ferrocarril de Miranda de Ebro, de ahí le viene el nombre a la calle.
A partir de esta calle, en 1903, Federico Keller ideó un ensanche que organizaba las calles de una red ortogonal, de modo similar al ideado por Ildefonso Cerdá para la ciudad de Barcelona. La calle La Estación se convirtió en ese momento en el eje principal de Miranda de Ebro, lugar donde parten el resto de calle de la ciudad, unas paralelas y otras perpendiculares.
A lo largo de la historia, esta popular vía recibido otras nomenclaturas, en aquellos momentos de importancia política:
- Durante la II República: Avenida de Tiburcio Arbaizar.
- Durante el Franquismo: Avenida del Generalísimo.

En la primera década del siglo XXI la céntrica calle mirandesa se peatonalizó en gran parte junto a algunas pequeñas calles anexas.

## Características

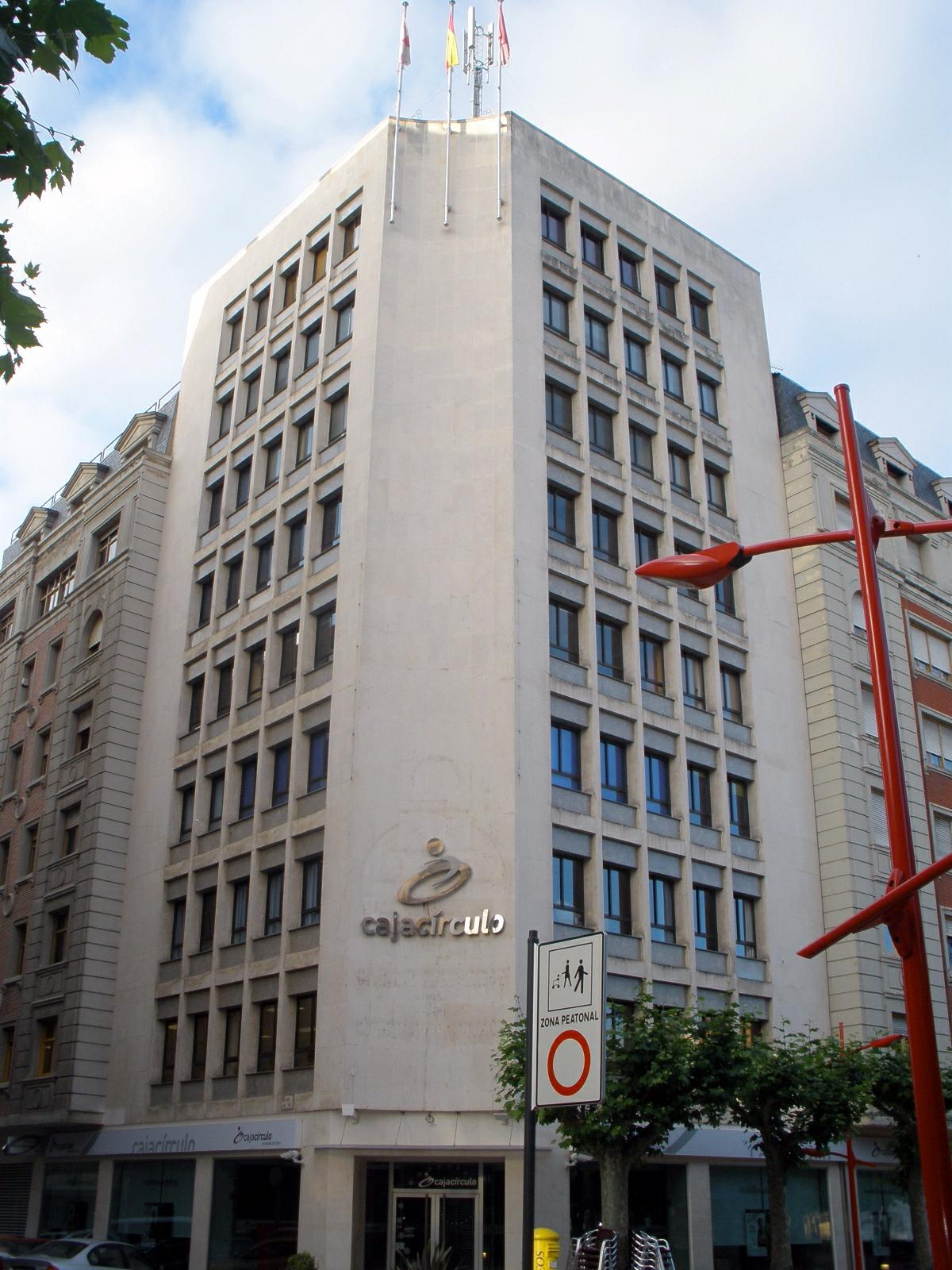
Sede de Caja Círculo en Miranda de Ebro sita en calle La Estación.

Tiene una anchura aproximada de 20 metros y una longitud de 750 metros. Comienza su recorrido en glorieta que conecta con Ronda del Ferrocarril y se dirige en dirección noreste hacia la estación de ferrocarril, en donde finaliza. En torno al primer tercio de su recorrido (aproximadamente a 200 metros de la glorieta del monumento "Vivir Miranda") se encuentra el parque Antonio Machado, que constituye el centro neurálgico del Ensanche de Miranda. La calle se encuentra peatonalizada hasta la mitad de su itinerario (unos 330 metros), desde la calle San Agustín hasta la avenida Comuneros de Castilla.
A la calle se asoman algunos de los edificios residenciales, institucionales y empresariales más importantes de la ciudad, como las sedes de Caja de Burgos y de Caja Círculo, el convento de las Agustinas Recoletas (actual subdelegación de la Junta de Castilla y León). Es parte del centro comercial de Miranda de Ebro, lugar donde se aglutinan numerosas firmas bancarias y buena parte de franquicias dedicadas a la moda.